# Csiszár Amália
Borbereki Csiszár Amália gróf Nemes Gáborné (1816 körül – Alvinc, 1850-es évek) írónő.
Csiszár Miklós királyi tanácsos és Folinus Rozália leánya. Férjhez ment Nemes Gábor grófhoz, akitől két évi házasság után elvált és Alvincen visszavonulva élt.
Cikkeket írt a Honderűbe (1846–47) és a Pesti Divatlapba (1847. és 1848., lásd: Női szózat Erdélyből című felhívás) Az Urházy által szerkesztett Unió zsebkönyvben neve alatt megjelent cikket nem ő írta. (Nyilatkozata. Honderű, 1847. II.)